# Koňuš
Koňuš je naseljeno mjesto u okrugu Sobrance u Košickom kraju u Slovačkoj.

## Stanovništvo
| Godina:     | 1993. | 2003.   | 2013.   | 2023.   |
| ----------- | ----- | ------- | ------- | ------- |
| Broj ljudi: | 402   | 366     | 358     | 327     |
| Razlika:    |       | -8,95 % | -2,18 % | -8,65 % |

| Godina:     | 2022. | 2023.   |
| ----------- | ----- | ------- |
| Broj ljudi: | 326   | 327     |
| Razlika:    |       | +0,30 % |

Prema podatcima o broju stanovnika iz 2023. godine naselje je imalo 327 stanovnika.

## Vanjske poveznice
|  | Zajednički poslužitelj ima još gradiva o temi Koňuš |

- Službena stranica naselja (sl.)